# 稲垣孝照
稲垣 孝照（いながき たかてる、1878年（明治11年）9月 - 1944年（昭和19年）9月25日）は日本の陸軍軍人。最終階級は陸軍中将。栄典は正四位勲二等功五級。愛媛県出身。

## 概要
1878年（明治11年）9月、稲垣孝徳の長男として愛媛県で誕生する。
1901年（明治34年）、陸軍士官学校卒業（第12期）、任歩兵少尉。
稔彦王附武官、熊本陸軍地方幼年学校訓育部長、名古屋連隊区司令官、歩兵第10旅団長、陸軍士官学校長などを歴任し、1933年（昭和8年）、陸軍中将に任じられる。
1935年（昭和10年）、予備役。

## 年譜
- 1923年（大正12年）8月6日 - 陸軍歩兵大佐、名古屋連隊区司令官[3]
- 1925年（大正14年）
  - 5月1日 - 第3師団司令部附[3]
  - 7月10日 - 近衛師団司令部附、早稲田大学配属[3]
- 1927年（昭和2年）7月26日 - 歩兵第38連隊長[3]
- 1928年（昭和3年）8月10日 - 陸軍少将、第10師団司令部附[3]
- 1930年（昭和5年）12月22日 - 歩兵第10旅団長[3]
- 1932年（昭和7年）5月23日 - 陸軍士官学校長[3]
- 1933年（昭和8年）3月18日 - 陸軍中将[3]
- 1934年（昭和9年）
  - 3月5日 - 第3師団司令部附[3]
  - 3月31日 - 第3師団留守司令官[3]
- 1935年（昭和10年）
  - 3月15日 - 待命[3]
  - 3月30日 - 予備役[3]

## 栄典
勲章等
- 1940年（昭和15年）8月15日 - 紀元二千六百年祝典記念章[4]